# Симпсон, Дон
Дональд Клэренс «Дон» Симпсон (англ. Donald Clarence Simpson; 29 октября 1943 — 19 января 1996) — американский продюсер, сценарист и актёр. Симпсон долгое время сотрудничал с Джерри Брукхаймером, став продюсером таких фильмовых хитов как «Танец-вспышка» (1983), «Полицейский из Беверли-Хиллз» (1984), «Лучший стрелок» (1986) и «Скала» (1996). Его фильмы смогли заработать 3 миллиарда долларов.
В 1985 и 1988 годах, он и его партнёр Джерри Брукхаймер были признаны «Продюсерами года» по версии National Association of Theatre Owners.

## Биография и карьера
Дон Симпсон родился в Сиэтле (штат Вашингтоне) и вырос в Анкоридже на Аляске, где учился в West Anchorage High School, после чего получил высшее образование в Орегонском университете, где был членом студенческого объединения Phi Delta Theta.
Симпсон переехал в Лос-Анджелес в 1970-х годах, работая там как актёр, но впоследствии проявил талант продюсера и в 1975 году заключил контракт со студией Paramount Pictures. Позже у него началось партнерство с Джерри Брукхаймером.
Эти двое продюсеров создали ряд самых финансово успешных фильмов 1980-х годов: «Танец-вспышка» (1983), «Полицейский из Беверли-Хиллз» (1984), «Лучший стрелок» (1986) и «Полицейский из Беверли-Хиллз 2» (1987). В 1990 году Симпсон и Брукхаймер подписали общий пятилетний договор с Paramount Pictures на сумму 300 миллионов долларов, однако первый фильм дуэта с Paramount, «Дни грома» (1990), получил смешанные отзывы и не имел кассового успеха. Симпсон и Брукхаймер объявили, что в провале фильма виновата Paramount, чрезмерно торопившая подготовку к съемкам фильма и его выпуск в прокат, в ответ на что студия обвинила Симпсона и Брукхаймера в перерасходе бюджета. Впоследствии оба продюсера ушли с Paramount.
В 1991 году оба подписали контракт с The Walt Disney Company. Их первый фильм с компанией «Осторожно, заложник!» также был финансово неудачным, однако последующие фильмы «Опасные мысли», «Багровый прилив» и «Плохие парни», выпущенные в 1995 году, вернули пару к успеху.

### Употребление наркотиков
Растущая известность Симпсона повышала известность и его привычек; его чрезмерные затраты (в фильмах и в личной жизни) и употребление наркотиков в 1990-х годах были широко известны. Согласно утверждению сценариста Джеймса Тобэка, Дэвид Геффен и Джеффри Катценберг оба пытались уговорить продюсера на лечение от наркозависимости.
Однако Симпсон отказался «сдаваться» в реабилитационный центр, вместо этого наняв доктора Стивена Аммермана из Pacific Palisades, который сам имел опыт злоупотребления наркотиками. Аммерман посчитал, что для отвыкания от наркотиков, Симпсон должен будет использовать другие препараты, чтобы уменьшить болезненные эффекты отказа. Аммерман разработал, как говорили впоследствии, «опасно неортодоксальную» программу для «домашней терапии» Симпсона, включающую употребление ряда медикаментов, в том числе морфина. 15 августа 1995 года Аммерман был найден мёртвым в бассейне в поместье Симпсона; было установлено, что врач умер от передозировки кокаина, диазепама, венлафаксина и морфина.
Разочарованный растущим употреблением наркотиков и ухудшающей работой Симпсона, Джерри Брукхаймер завершил их партнерство в декабре 1995 года, однако они согласились завершить вместе работу над уже находящимся в производстве фильмом «Скала». Картина была выпущена в прокат после смерти Симпсона и получила посвящение его памяти.

## Личная жизнь
Личная жизнь Симпсона была описана в огромных количествах источников. Глава в книге «Ты больше не займёшься любовью в этом городе» (собравшая истории четырёх проституток о их сексуальных связях с голливудскими знаменитостями) освещает его приверженность к садомазохизму.

## Смерть
19 января 1996 года Симпсон был найден мёртвым у себя дома в своей ванне в Лос-Анджелесе. Его смерть сначала была названа естественной, однако позже патолого-анатомическое и токсикологическое обследования показали, что Симпсон умер от сердечной недостаточности, вызванной наркотическим коктейлем из кокаина и рецептивных препаратов. В его организме после смерти был обнаружен 21 фармацевтический агент, включая антидепрессанты, стимуляторы, успокоительные и транквилизаторы. В августе 1996 года следственный репортёр Los Angeles Times Чак Филипс заявил, что Симпсон употреблял большое количество лекарств от пятнадцати различных врачей, и что полиция нашла в его доме 2200 таблеток рецептурных препаратов.
Общая стоимость лекарств Симпсона к моменту его смерти оценивается в книге журналиста Чарльза Флеминга 1998 года примерно в 60 тысяч долларов США.

## Фильмография
| Год  | Фильм                          | Роль             | Примечания              |
| ---- | ------------------------------ | ---------------- | ----------------------- |
| 1983 | Танец-вспышка                  | -                | продюсер                |
| 1984 | Полицейский из Беверли-Хиллз   | -                | продюсер                |
| 1986 | Лучший стрелок                 | -                | продюсер                |
| 1987 | Полицейский из Беверли-Хиллз 2 | -                | продюсер                |
| 1990 | Дни грома                      | Альдо Беннедетти | продюсер                |
| 1994 | Осторожно, заложник!           | -                | исполнительный продюсер |
| 1995 | Плохие парни                   | -                | продюсер                |
| 1995 | Багровый прилив                | -                | продюсер                |
| 1995 | Опасные мысли                  | -                | продюсер                |
| 1996 | Скала                          | -                | продюсер                |